# Idaea mimosaria
Idaea mimosaria är en fjärilsart som beskrevs av Herrich-Schäffer 1852. Idaea mimosaria ingår i släktet Idaea och familjen mätare. Inga underarter finns listade i Catalogue of Life.